# Hartron
Hartron (ukr. Хартрон) – ukraińskie (dawniej radzieckie) przedsiębiorstwo z siedzibą w Charkowie, działające w przemyśle rakietowym i kosmicznym, specjalizujące się w opracowywaniu i produkcji systemów kontroli pocisków balistycznych, rakiet nośnych oraz statków kosmicznych.

## Historia
Przedsiębiorstwo to powstało w 1959 jako biuro konstrukcyjne OKB-692. Głównym zadaniem biura było opracowanie systemów kontrolnych dla pocisków rakietowych oraz rakiet kosmicznych. Do 1991 Hartron (wcześniej znany pod nazwami KB Elektropriborostrojenia (ros. КБ Электроприборостроения) czy NPO Elektropribor (ros. НПО Электроприбор)) był głównym dostawcą systemów kontrolnych dla pocisków balistycznych, rakiet nośnych oraz sztucznych satelitów na terenie ZSRR.
Obecnie przedsiębiorstwo oprócz systemów kontrolnych dla rakiet i statków kosmicznych opracowuje m.in. systemy sterowania dla elektrowni jądrowych oraz transportu kolejowego.
8 stycznia 2014 na terenie zakładu wybuchł pożar. Zginęło 8 pracowników, zaś 22 zostało uratowanych.

## Ważniejsze produkty

### Systemy kontroli dla rakiet
- Dniepr
- Energia
- Cyklon
- Cyklon-2
- Cyklon-3
- Rokot
- R-16
- R-26
- R-36
- R-36M
- UR-100N

### Systemy dla modułów stacji orbitalnych
- Kwant-1
- Kwant-2
- Kristałł
- Spiektr
- Priroda
- Zaria